# Ernst Oppler

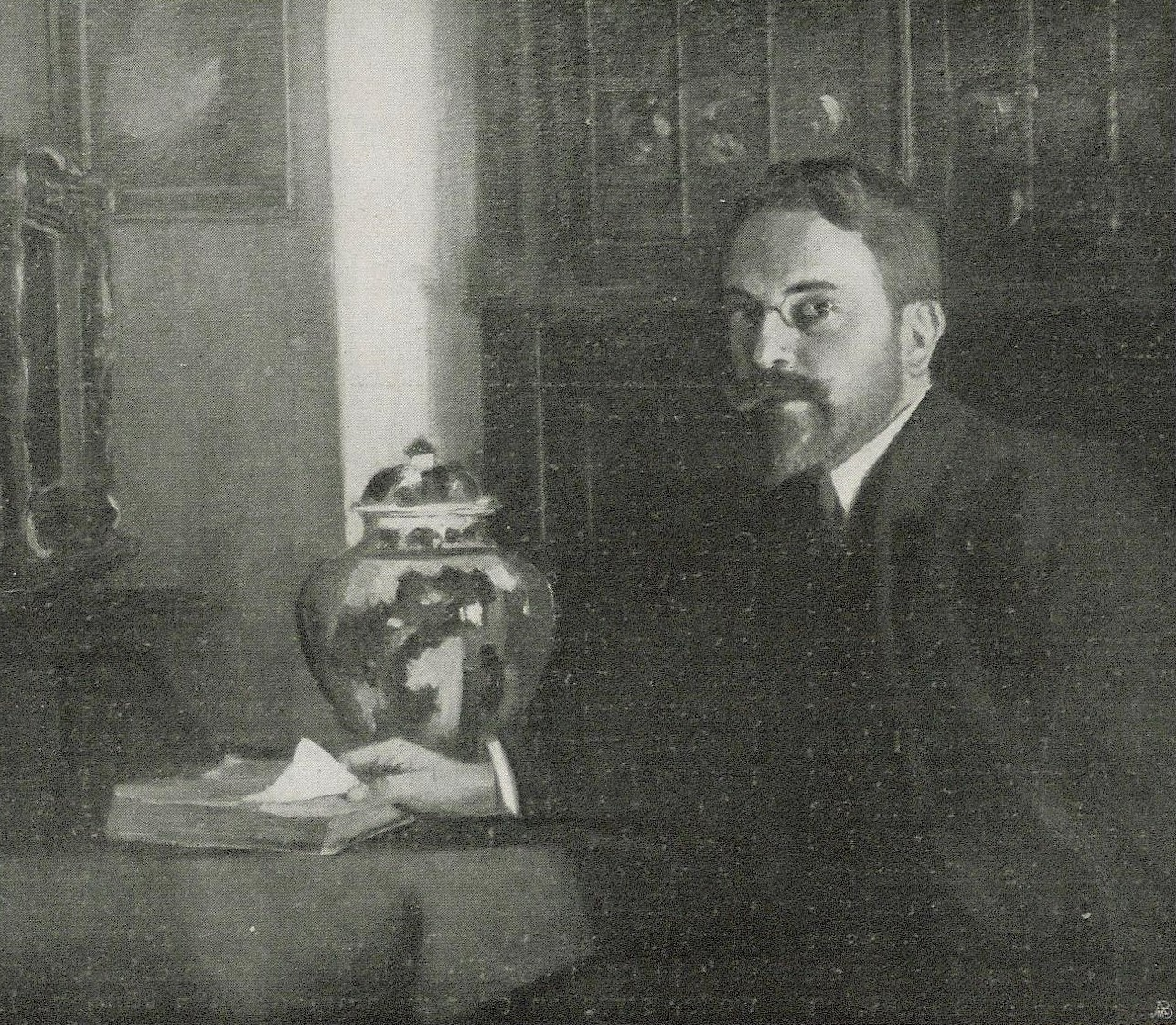
Autorretrato 1903 (Museo de Israel, Jerusalén)

Ernst Oppler (9 de septiembre de 1867, Hannover-1 de marzo de 1929, Berlín) fue un pintor y artista gráfico del impresionismo alemán.

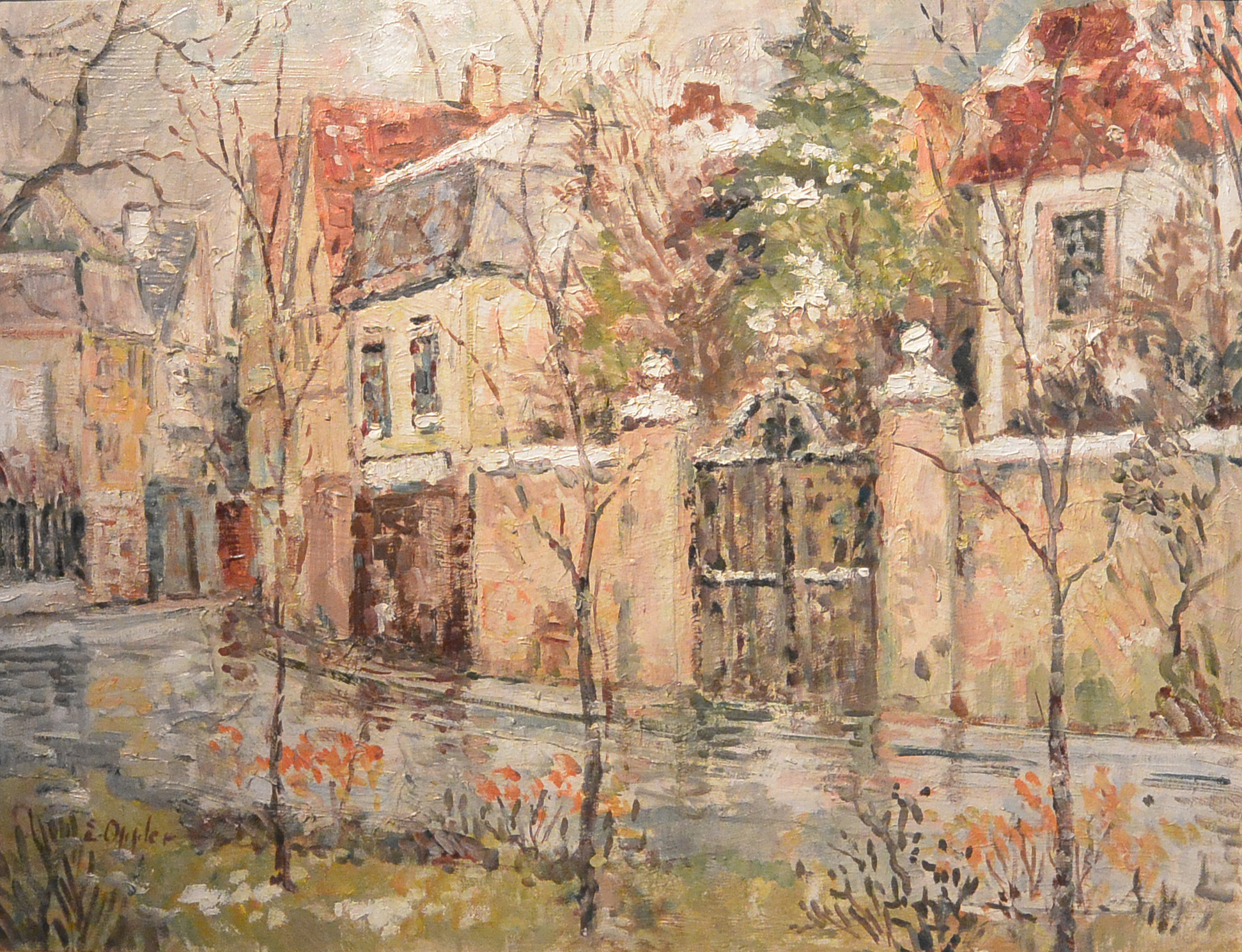
Strasse-im-schnee vorfühling

Su obra es característica de la transición del arte del siglo XIX hasta la edad moderna clásica del Guillerminismo y la República de Weimar. Fue uno de los primeros miembros de la Secesión de Berlín y la enriqueció como retratista (también con numerosos autorretratos) y como grabador. Debido a su entusiasmo por el ballet ruso, iniciado en 1909, también se le considera el cronista pictórico alemán más importante de la danza escénica del siglo XX.

## Vida

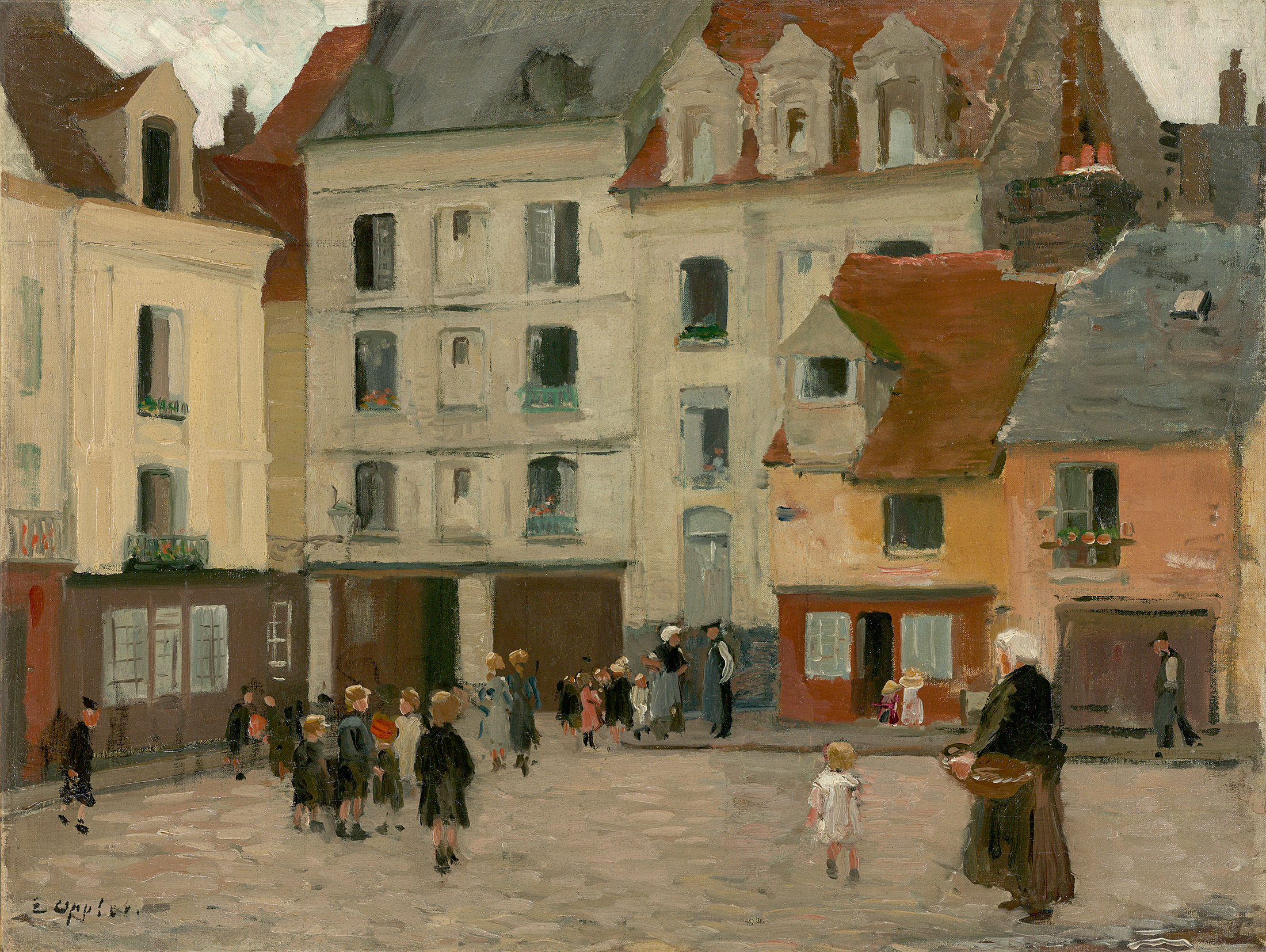
Oppler - Marktplatz - 1910

### Formación y primeros años
Ernst Oppler creció en una familia judía de clase alta en Hannover. Su padre fue el arquitecto Edwin Oppler, quien había diseñado numerosos edificios en la ciudad y murió cuando Ernst tenía once años. Su madre era Ella Cohen (1843-1912). Ernst Oppler tenía tres hermanos menores: el escultor Alexander Oppler (1869-1937), el médico Berthold Oppler (1871-1943) y el  abogado y notario Siegmund Oppler (1873-1942). Su prima fue la diseñadora Else Oppler-Legband.
Ernst Oppler se trasladó a Múnich en el verano de 1886 para estudiar en la Academia de Bellas Artes. Primero, como preparación, asistió a la escuela de pintura de Paul Nauen. Ingresó en la Academia el 18 de octubre de 1886, el mismo día que su posterior colega de la Secesión Lesser Ury, y estudió desde el semestre de invierno de 1886/87 con Nikolaus Gysis, Ludwig von Löfftz y Karl Raupp. Además, tomó lecciones en la escuela privada de dibujo de Heinrich Knirr. Ya en 1892, el príncipe regente Luitpold de Baviera adquirió el cuadro “Ensueño” para su colección; al año siguiente, Oppler fue honrado en la Feria Mundial de Chicago.
En 1895, Oppler se convirtió en miembro de la Secesión de Múnich y pronto en miembro de la Secesión de Berlín, por compromiso con Max Liebermann. A partir de 1895, sus obras se exhibieron en seis Bienales de Venecia. En la gran exposición de arte de 1901 en el Palacio de Cristal, la Secesión de Múnich mostró La carta de Oppler, que todavía tenía claramente rasgos Biedermeier. "Las agradables cualidades de Oppler e incluso un toque personal permitieron que un interior de género 'Der Brief' se hiciera realidad", escribió Die Kunst für alle . Un año después, la obra fue comprada por el Museo Kestner de Hannover.

### Estancias en los Países Bajos y el norte de Francia
En 1901 fue al pequeño pueblo holandés de Sluis y se dedicó a  la pintura de paisajes. En la Exposición de Düsseldorf de 1902 mostró el cuadro Música (un tema que luego jugó un papel importante en su obra). Entre 1901 y 1905, bajo la influencia del método al aire libre, su estilo de pintura cambió de una pintura de tonos apagados a una pintura de luz más colorida que adquirió rasgos casi abstractos. Durante esta época también estuvo en estrecho contacto con Paul Baum, que también trabajaba como pintor impresionista al aire libre en los Países Bajos. Emil Pottner y Konrad von Kardorff lo vinieron a visitar a Sluis. 
Oppler viajó después a Dieppe en el norte de Francia (donde Carl Spitzweg y Frits Thaulow habían pintado anteriormente) y pintó principalmente escenas de playa. También realizó viajes a Bélgica. A principios de 1904 tuvo lugar en Bruselas la exposición de arte belga, que llevó por título Exposition des peintres impressionnistes.  De Alemania sólo se mostraron obras de Hans von Bartels, Eugen Kampf y Ernst Oppler. En la gran exposición de arte de Dresde, Oppler mostró su Autorretrato, que lo muestra en su calidad de joven coleccionista de arte, y en la exposición de la asociación de artistas de la Secesión de Múnich, junto con una naturaleza muerta, el retrato Dama en la terraza (Retrato de la señorita B.).

### Años de Berlín

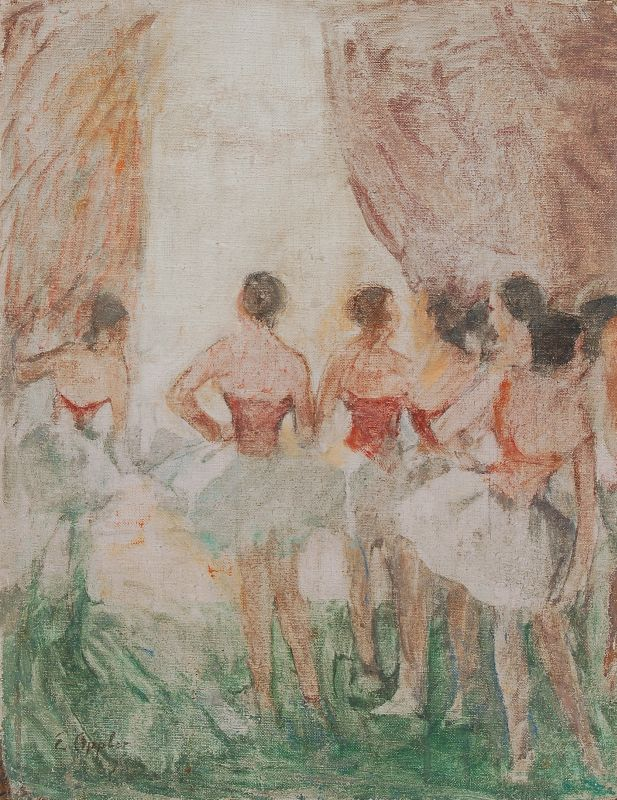
Ernst Oppler - Vor dem Auftritt

En 1904 se trasladó a Berlín por recomendación de Paul Baum y rápidamente se dio a conocer en la escena artística. De vuelta en Alemania, fue probablemente el primer pintor al aire libre. Pero por el momento volvió a la pintura académica y la combinó con una pincelada impresionista. La fase libre e intensiva en color dio paso a formas más estrictas y Oppler ahora  se convirtió en un retratista codiciado y respetado. Ya en 1905 fue miembro del jurado de la Secesión y también participó en la Exposición de Arte del Noroeste de Alemania en Oldenburg. En retrospectiva, esta se consideró como una "opulenta descripción general del arte contemporáneo alrededor de 1900" (y se mostró nuevamente 100 años después en una reconstrucción).  En la gran exposición de arte internacional de Mannheim en 1907 (de la que surgió la Kunsthalle Mannheim), Oppler mostró interiores muy tradicionales con campesinas, que fueron muy elogiados por los críticos de arte. A diferencia de sus colegas de la Secesión, Oppler no fue un paisajista clásico en la tradición romántica; para él, la vida de la clase media era más importante, ya fuera en el campo o en la ciudad. La naturaleza se subordina al paisaje cultivado por las personas.
Al mismo tiempo, Ernst Oppler demostró ser un buen grabador. Cuando Hermann Struck publicó su obra The Art of Etching en 1908, mostró obras de Oppler como una contraparte contemporánea de los viejos maestros. Max Landsberg diseñó la Villa Oppler en Grunewald para él y su hermano en 1910. Oppler también tenía un estudio en la Kurfürstenstrasse. En sus cuadros aparecen muebles hechos con él, incluida una vitrina con porcelana china.
Junto al marchante de arte Paul Cassirer y el pintor Max Liebermann, Oppler fue uno de los protagonistas de la Secesión de Berlín y participó regularmente en sus exposiciones hasta 1912. La exposición n.º 20 de la Secesión mostró la obra "Tennismatch in Westende“. En general, Oppler también enriqueció la Secesión con aguafuertes y litografías. Durante la Primera Guerra Mundial, Oppler fue uno de los que, junto con Corinth y Eugen Spiro, asistían regularmente a la mesa de clientes habituales de la Secesión en una pequeña cervecería en Wittenbergplatz. En 1911 estalló la Controversia de los Artistas de Bremen, y Oppler fue uno de los signatarios del "Answerschrift".
Desde 1909/1910 dibujó y grabó muchas representaciones de los ballets rusos. Oppler registró sus impresiones de las representaciones de danza directamente mientras asistía a las representaciones en el teatro, para lo cual inventó un lápiz iluminado especial que le permitió esbozar sus impresiones del movimiento en el auditorio a oscuras. En el campo de la representación de escenas de ballet, se convirtió en el cronista alemán más importante de la danza artística. Más tarde reconstruyó y corroboró sus impresiones momentáneas esbozadas de figuras en movimiento en dibujos, grabados, litografías, acuarelas y pinturas. Los valores tonales pictóricos de sus aguafuertes fueron muy expresivos. Esta técnica le permitió una amplia gama de valores claros/oscuros. Ernst Oppler siguió siendo un observador apasionado y cultivó la estética del ballet a lo largo de su vida, lo que le valió el sobrenombre de pintor de danza. A diferencia de Edgar Degas, quien había representado bailarinas en el descanso, durante el entrenamiento, atándose las zapatillas de ballet y haciendo reverencias y era considerado un pintor de ballet, pero en realidad solo registró un género, Oppler se centró en el movimiento de danza en sí, el trabajo de ballet y los artistas individuales, en su mayoría destacados en primer plano (Anna Pavlova, Tamara Karsavina, Vaslav Nijinsky y otros).  Oppler pronto fue invitado explícitamente a dibujar durante los ensayos y actuaciones, razón por la cual, por ejemplo, los ensayos con Richard Strauss en París están documentados con dibujos y grabados.

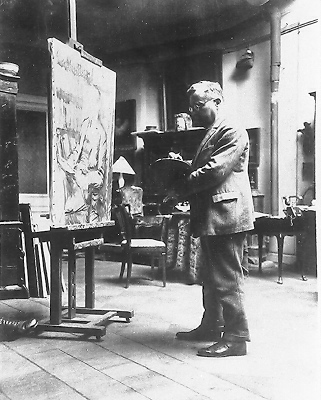
Ernst Oppler en su estudio en la Kurfürstenstraße mientras retrata a Werner Sombart, 1926

En 1913 surgieron tensiones dentro de la Secesión. La obra Consejos en el estudio fue interpretada por los críticos de arte como un indicio de la situación. De hecho, las personas retratadas, Struck, Emil Pottner, Ernst Bischoff-Culm, Max Neumann y Herrstein, junto con Corinth, fueron los miembros que se mantuvieron leales a la Secesión. Oppler se comportó con lealtad, pero en el futuro se abstuvo de participar en las exposiciones anuales de los secesionistas de Berlín, que mientras tanto se habían volcado en el expresionismo. Pero permaneció activo y fue elegido miembro de la junta. Una foto lo muestra sentado en un jurado entre Lovis Corinth y Emil Pottner. 
Aunque se desconocen las circunstancias del llamado "Caso Oppler"; se ha transmitido que Lovis Corinth hizo campaña para remediar la injusticia contra Oppler. Debido a su participación en el funeral de Rosa Luxemburg y Karl Liebknecht en 1919, en el que Paul Scheinpflug había dirigido las marchas fúnebres de la Eroica de Beethoven y el Götterdämmerung de Wagner con la Orquesta Blüthner que dirigía, fue duramente atacado por la prensa. Oppler vio esto como un ataque a la libertad artística y fue uno de los firmantes de una declaración pública junto con otros artistas como Max Reinhardt y Käthe Kollwitz.
Ernst Oppler también conoció a Leni Riefenstahl como intérprete de danza moderna y la retrató. Una foto de 1921 lo muestra junto a su colega Leo von König y las bailarinas Riefenstahl y Elisabeth Grube.
Oppler vivió en Berlín hasta su muerte a la edad de 61 años. Fue enterrado en el cementerio de Lichterfelde; la tumba todavía existe hoy como la tumba honoraria de la ciudad de Berlín. En la tumba había una escultura de Alexander Oppler, que ha desaparecido.

## Recepción
Las obras de Oppler se mostraron en muchas exposiciones de las Secesiones de Múnich y Berlín y recibieron buenas críticas. La obra Naherin pertenecía a las de la Secesión de Múnich que fueron compradas por el Príncipe Regente. El estado prusiano también decidió comprar obras de Oppler y exhibirlas en museos como representantes de las nuevas tendencias artísticas. En 1917 aparecieron algunas críticas positivas, incluida una de Paul Erich Küppers sobre los grabados de Oppler. En el mismo año en el Kunstblatt se publicó una diatriba irónica con motivo del 50 cumpleaños, en la que el autor anónimo (presuntamente el editor Paul Westheim, impulsor del expresionismo) se quejaba de que el 50 cumpleaños de Oppler había llamado más la atención en la prensa que el 50 cumpleaños de Emil Nolde.
Un crítico de la exposición de Fritz Gurlitt en 1925 consideró que la obra de Oppler estaba desactualizada en ese momento y lo equiparó con los impresionistas franceses, lo que probablemente se consideró en el contexto del expresionismo y la nueva objetividad como tendencias más actuales.

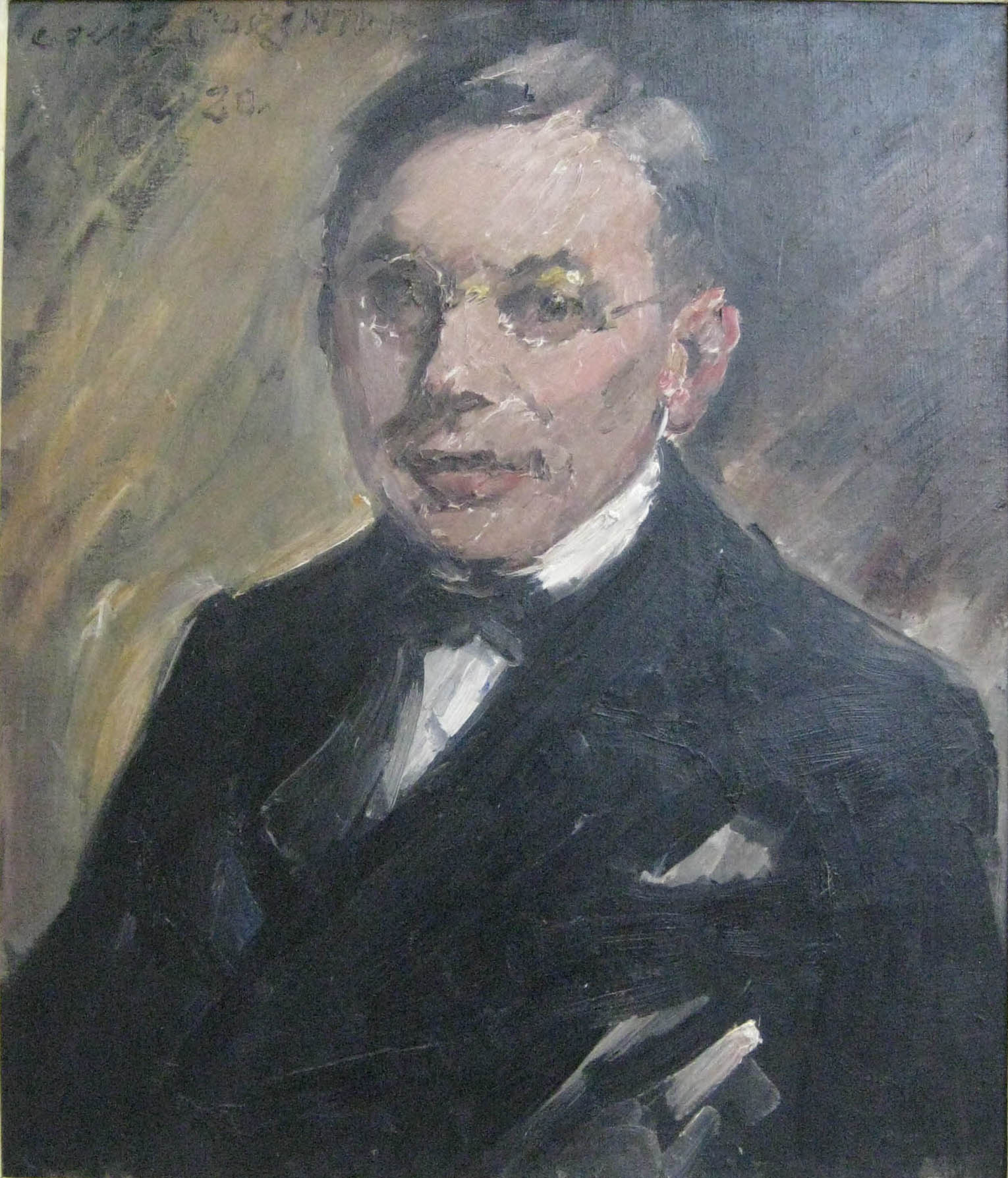
Lovis Corinth : Retrato de Ernst Oppler, Nueva Galería (Kassel)

Los aguafuertes estaban en auge durante la vida de Oppler: el trasfondo de esto fue el éxito del libro El arte del grabado de Hermann Struck, que, a partir de la tercera edición de 1919, también rindió homenaje a viejos maestros como Durero y Rembrandt, así como a jóvenes maestros como Kokoschka, Liebermann y Oppler.

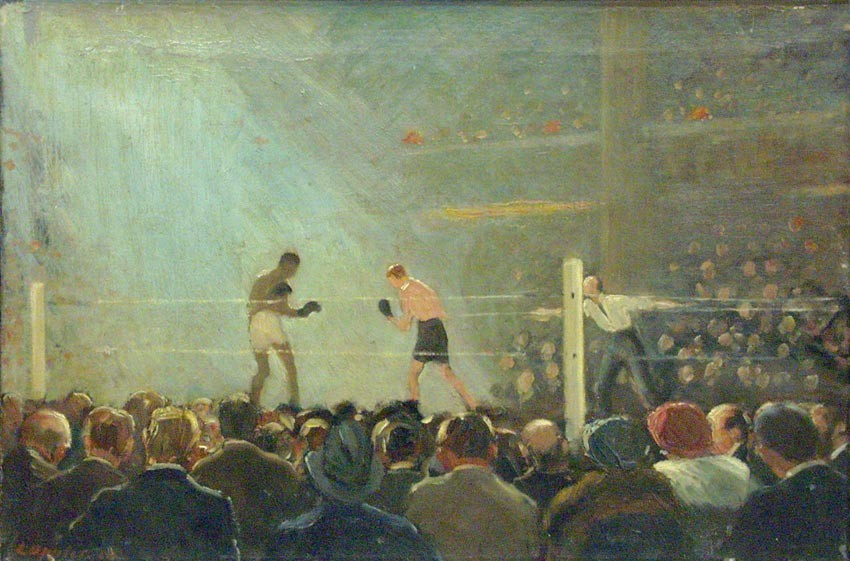
Combate de boxeo (en el Sportpalast de Berlín) 1920. Museo de Israel, Jerusalén

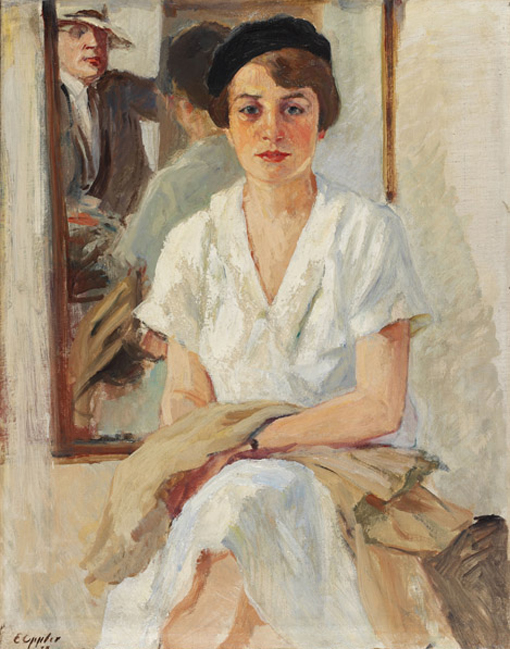
El pintor y Jo, 1928

## Obras seleccionadas
El número de obras de Oppler solo se puede estimar, aunque "100 pinturas originales, complementadas con dibujos y grabados" se mostraron en una exposición en la Galería de arte de Leipzig PH Beyer & Sohn. La disertación de Jochen Bruns sobre Ernst Oppler, publicada en 1993 y complementada en 1997, describe 271 pinturas y 531 grabados.

### Pintura

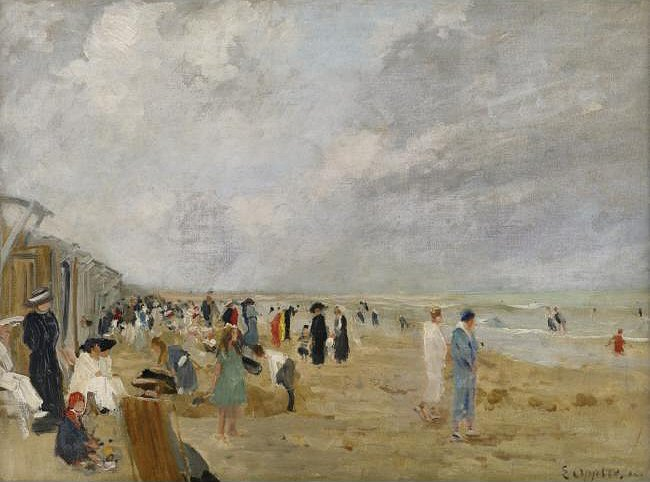
En la playa de Dieppe, c.1910–12

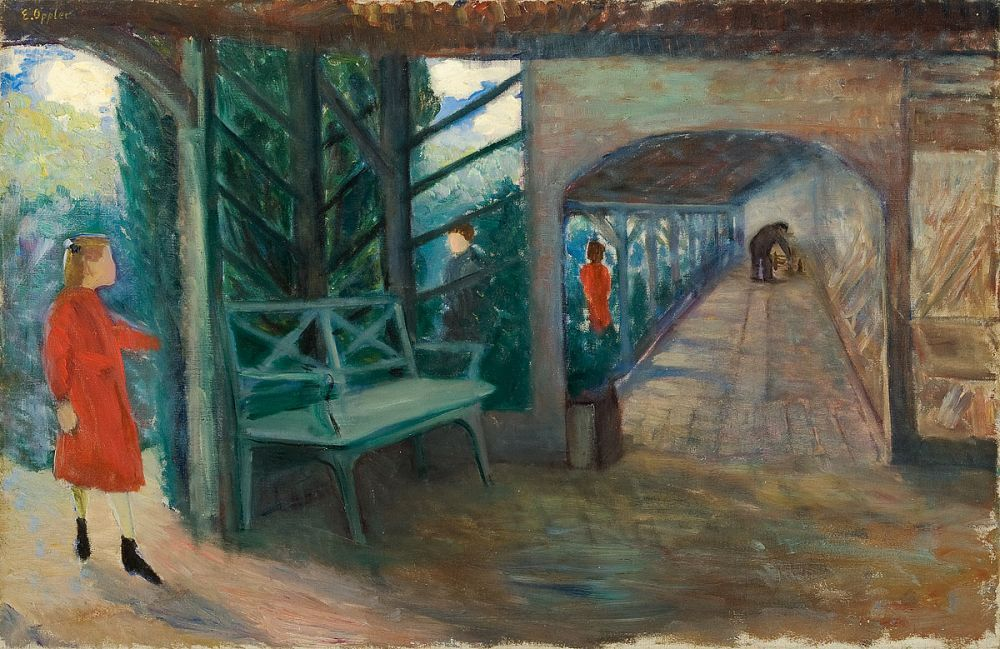
Tres chicas en la sala de juegos

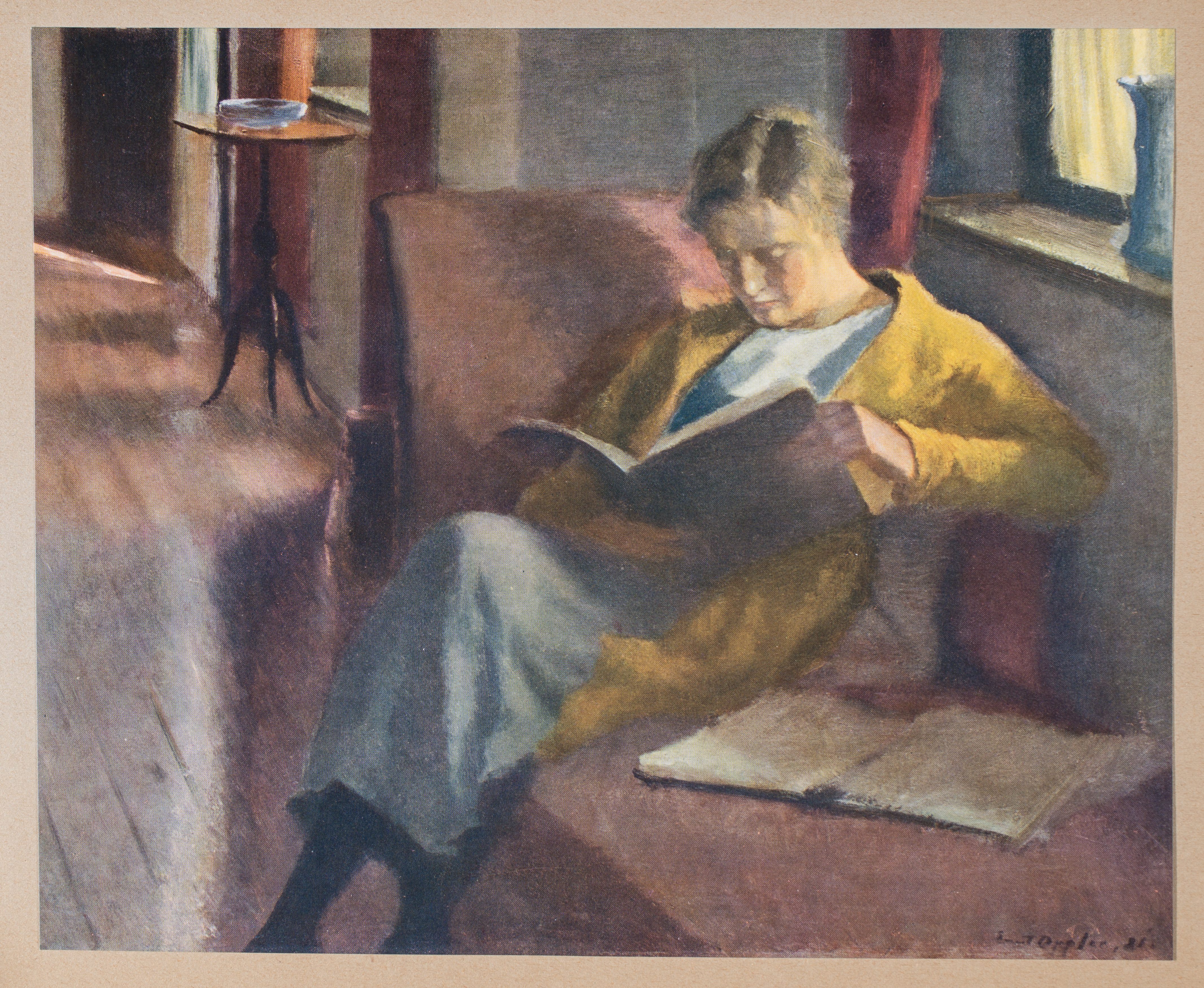
Niña leyendo (en Niendorf), 1921 (perdido)

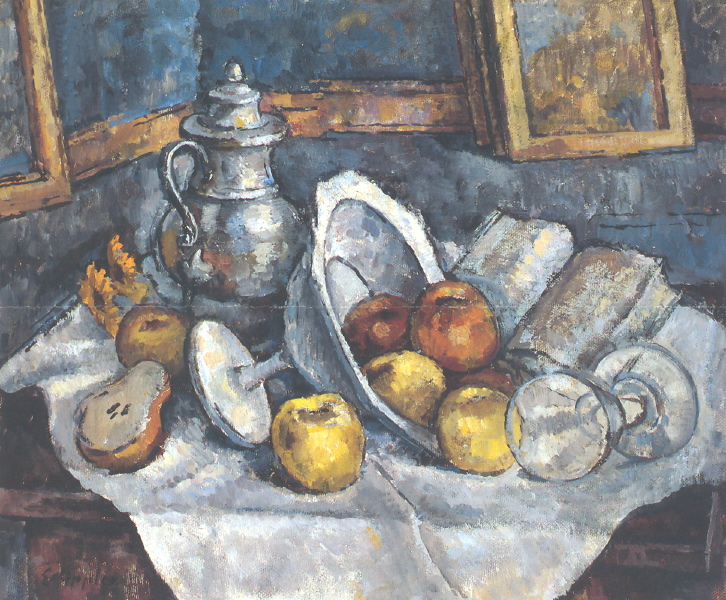
Naturaleza muerta

- Lautespielerin, Öl auf Leinwand, 1898
- Beim Gebet, Öl auf Leinwand H 97 × B64 cm, um 1900.
- Workers in shop, Öl auf Leinwand H 72 × B60 cm, um 1900.
- Zimmer, Öl auf Leinwand, 1900, Foosaner Art Museum, Melbourne Florida
- Travemünde (Niederländische Stadtansicht mit Fluß und Booten), Öl auf Leinwand H 39 × B62 cm, um 1900.
- Der Ball (Le bal), Öl auf Leinwand, H 35,6 × B 45,6 cm, um 1900
- Der Brief, Öl auf Leinwand, gezeigt auf der Münchener Secession 1901, heute: Kestner-Museum, Hannover
- Porträt einer Dame (Ritratto di Signora), Öl auf Leinwand 1903 (gezeigt auf der Biennale in Venedig 1903)
- Porträt James Simon, Öl auf Leinwand 1904. Bis 2017 im Familienbesitz der Nachkommen von Simon, Schenkung durch den Urenkel David Westphal an die Stiftung Preussischer Kulturbesitz
- Bückeburger Bäuerinnen, Öl auf Leinwand 1905.
- Am Klavier, Öl auf Leinwand 1906, Wvz. Bruns G-55 (Reproduktion mit dem Titel Präludium als zeitgenössische Postkarte vermarktet).
- Altes Kirchenportal, (Sammlung Eduard Arnhold, erworben bei Cassirer 1907)
- Winterabend im Hafen, gezeigt auf der Kunstausstellung der Münchner Secession 1908
- Tennis in den Dünen, Öl auf Leinwand 1909, Telfair Museum of Art, Savannah, Georgia
- Hinterhof mit drei Frauen, Öl auf Leinwand H 68,5 × B 48 cm
- Frau Hirth, Öl auf Leinwand (verwendet auch als Cover der Zeitschrift Jugend, Nr. 46, 1909)
- Altfrauenmarkt in Amsterdam, Öl auf Leinwand 37,4 × 46,2 cm, 1908 Niedersächsisches Landesmuseum Hannover
- Strassenszene im holländischen Dorf Sluis (Village market), Öl auf Leinwand H 46 × B61 cm, 1910.
- Drei Mädchen im Laubengang, Öl auf Leinwand H 55,5 × B 85,5 cm
- Ein Geigerpaar, gezeigt auf der Weltausstellung Brüssel International – 1910[36]
- Die Näherin, Öl auf Leinwand, Neue Pinakothek, München[37]
- Lesendes Mädchen, Öl auf Leinwand[38]
- A Man Standing Near the Door (Porträt von Paul Baum in St. Anne), Öl auf Leinwand 92 × 66, 1903 oder 1904, Tel Aviv Museum of Art
- Selbstporträt, Öl auf Leinwand 93 × 98,5, Israel-Museum, Jerusalem
- Doppelbildnis des Kommerzienrats Georg Spiegelberg und seiner Frau Caroline, Öl auf Leinwand, Niedersächsisches Landesmuseum Hannover
- A Market In A Continental Square, Öl auf Leinwand H 18,40 × B 24,20 cm
- Frauen und Kinder am Strand von Dieppe, Öl auf Leinwand H 23,5 × B 29,5 cm, 1910–12
- Am Badestrand von Dieppe (At the beach), Öl auf Leinwand H 45 × B61 cm, 1910.
- Schlosspark im Schnee (Winter 1910/11 im Bergpark Wilhelmshöhe Kassel)
- Kinderspiele am Strand von Ostende, (Sammlung Eduard Arnhold, erworben bei Cassirer 1912)[39]
- Feuerwerk, Öl auf Leinwand H 24 × B19 cm, 1910.
- Nachmittags am Strand von Dieppe, Öl auf Leinwand H 38,5 × B 61 cm, 1912.
- Stürmischer Tag am Strand von Blankenberghe, Öl auf Leinwand 62 × 338 cm, Tel Aviv Museum of Art
- Anna Pawlowa und Partner im Bacchanale, Öl auf Leinwand 1912, zwei Varianten, Deutsches Tanzarchiv Köln und Foosaner Art Museum, Melbourne Florida
- Scheherazade, Öl auf Leinwand 1912, Foosaner Art Museum, Melbourne Florida
- Synagoge in Ungarn, Öl auf Leinwand, Hecht-Museum Haifa
- Anna Pawlowa im Sterbenden Schwan, Serie von Ölbildern
- Strandpromenade (Festivities on the beach with a pier in the distance), Öl auf Leinwand H 38 × B 61,5 cm, 1913.
- Blick aus dem Fenster (evtl. das Werk "am Atelierfenster"), Öl auf Leinwand H 61 × B51 cm, Niedersächsisches Landesmuseum Hannover
- Lesende Kinder, Öl auf Leinwand 109 × 93,5 cm 1913, (Große Berliner Kunstausstellung Düsseldorf 1917, seit 1917 in der Nationalgalerie, Berlin)[40]
- Flußbrücke im Vorfrühling, Öl auf Leinwand H 39 × B 44,5 cm
- Mörser bei Tucholka, Öl auf Leinwand H 50 × B 65,5 cm, 1915, seit 2015 im Jüdischen Museum Berlin
- House and gardens (View of a house through a wooded garden), Öl auf Leinwand H 40,5 × B 30,5 cm
- Boxkampf (im Berliner Sportpalast), Öl auf Leinwand H 45 × B65 cm, Israel Museum Jerusalem
- Porträt Karl Schwarz, Öl auf Leinwand, 1920
- Frau Marie Luise Brewitt, Öl auf Leinwand H 92 × B 74,5 cm, 1920[41]
- Dame in Schwarz vor einer Vitrine, Öl auf Leinwand H 91,5 × B 74 cm 1922 (zeitweise im Ministerium für Finanzen der DDR, heute in der Nationalgalerie, Berlin)[40]
- Ballettprobe / Vor dem Auftritt, Öl auf Leinwand H 50 × B38 cm (1929, Ausstellung "Neuere Kunstwerke aus Dresdner Privatbesitz Kunstakademie, Brühlsche Terrasse. Sächsischer Kunstverein)
- Chocolate Kiddies im Berliner Wintergarten, Öl auf Leinwand, 50 × 66 cm, 1926.
- Frau im Kostüm, Öl auf Leinwand H 76 × B102 cm
- Abend an der Ostsee, Öl auf Leinwand H 50 × B65 cm
- Blick von der Terrasse auf die Kathedrale von Dieppe, Öl auf Leinwand H 47 × B62 cm
- Dutch street scene with figures, Öl auf Leinwand H 80 × B64 cm
- Woman in Orchard Reaching for Fruit, Öl auf Leinwand 1923, Foosaner Art Museum, Melbourne Florida
- Rabbiner, Öl auf Leinwand H 61 × B46 cm
- Porträt Jan Doodt (Mann mit Hut), Öl auf Leinwand
- In Gedanken (Junges Paar an einem Tisch), Öl auf Leinwand H 50 × B59 cm
- Der Maler und Jo, Doppelporträt, Öl auf Leinwand H 64,5 × B 50,3 cm, 1928.
- Tennisplatz, Gemälde als deutscher Beitrag in den Kulturwettbewerben zu den Olympischen Spielen 1928 in Amsterdam.[42]
- Sommerlokal am Wasser mit zahlreichen Gästen, Öl auf Leinwand H 45 × B64 cm
- Stilleben (Tulpen) Niedersächsisches Landesmuseum für Kunst und Kulturgeschichte, Oldenburg
- Sommernachmittag am Strande von Dieppe der Stadt Berlin gilt als vermisst.[43]
- Windiger Morgen im Nordseebad, Öl auf Leinwand 38 cm × 60 cm, gilt als vermisst[44]
- Musik, Verbindung für historische Kunst, Berlin

Otras obras se pueden encontrar en museos de Venecia, Wiesbaden y Mannheim, por ejemplo. Las obras que se encontraban en la villa de Paul Oppler en las orillas del Isar fueron donadas por él a la ciudad de Múnich.

### Acuarelas
- Fuegos artificiales, acuarela sobre papel avitelado, Alt. 24 × Ancho 18,9 cm, 1911.
- Conferencia fotográfica en la Secesión de Berlín, acuarela, 1917.[46]
- El violinista negro, acuarela 1926.
- Bailarina española, dibujo acuarela Alt. 26,6 × Ancho 37cm

### Grabados, litografías y dibujos
El Deutsches Tanzarchiv Köln posee más de 1000 bocetos y dibujos, así como más de 1000 grabados (interesantes por las diferentes condiciones de impresión) de Ernst Oppler. El Museo de Arte Foosaner en Melbourne, Florida, también tiene varios cientos de hojas de sus grabados. Aquí hay algunos ejemplos de otras colecciones públicas.

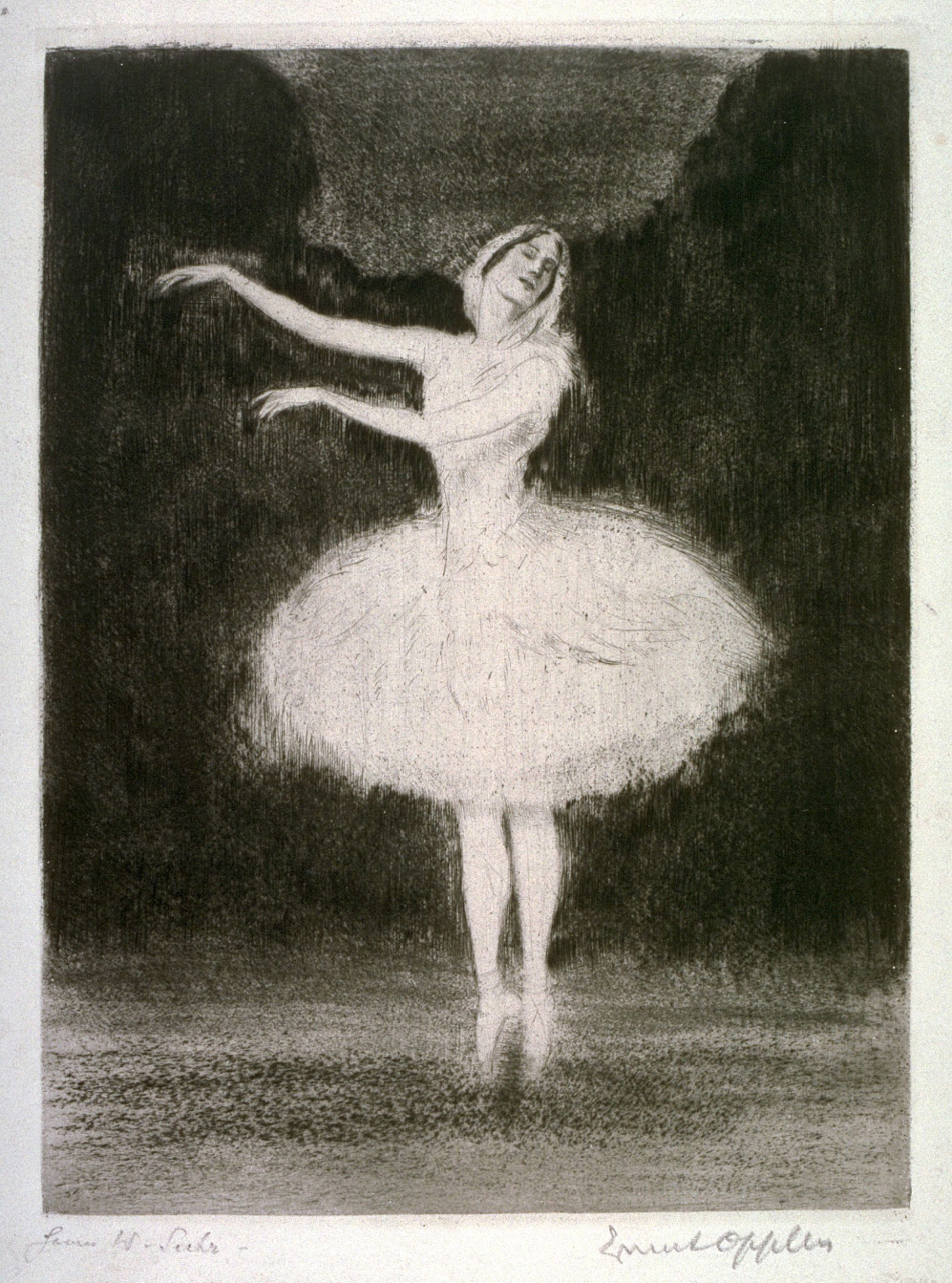
Anna Pavlova en El cisne moribundo, Museo de Arte Moderno de San Francisco

- Anna Pavlova en El cisne moribundo, Museo de Arte Moderno de San Francisco
- Carnaval, Biblioteca Nacional de Francia, París
- Cuatro bailarines del Ballet Ruso, dibujo coloreado, Albertina, Viena
- Paseo de Pascua, Museo Goethe House, Frankfurt
- Autorretrato con lazo, dibujo Kunsthalle St. Annen, Lübeck
- Litografía de Scheherezade, Museo de Brooklyn, Nueva York[48]
- Arthur Nikisch, grabado, Casa de Beethoven, Bonn[49]
- Avenida en Dieppe (Kuja Dieppessä), H 10,5 × A 15,5 cm Ateneum de la Galería Nacional de Finlandia[50]
- Lille: Ruin Lithograph, Museo Metropolitano de Arte, Nueva York[51]
- Litografías en el Museo Histórico Alemán, Berlín[52]
- Litografías en el Museo Georg Kolbe, Berlín[51]
- Litografías en los Museos de Arte de Harvard[53]
- Detrás del frente del Ejército Imperial Alemán del Sur, cartera con litografías, Museo Judío de Berlín .[54]
- La cabeza descansa sobre un alto cojín azul, dibujo al pastel 25 × 17, Leo Baeck Institute, Colección de Arte
- Playa en Niendorf, Ostsee, con retrato de Ellen Oppler, dibujo al pastel 33 × 26, Leo Baeck Institute, Colección de Arte
- Litografías y cartas, Museo de Historia de la Ciudad, Leipzig
- 8 litografías principalmente del ballet ruso, Musée du Luxembourg, París[55]
- Ensayo para la Leyenda de José, aguafuerte, 1914, Archivos de Danza de Friderica Derra de Moroda, Salzburgo

## Exposiciones (selección)
Desde 1892, las obras de Oppler se han mostrado en más de 100 exposiciones, además de las exposiciones de las Secesiones de Múnich y Berlín en las 1.°, 2.°, 3.°, 4.°, 5.° y 7.° Bienales de Venecia, y en las siguientes exposiciones:
- 34ª Exposición de Artistas Modernos de Glasgow, 1895.
- Exposición colectiva del Kunstverein Bremen, 1902.
- Exposición de arte del noroeste de Alemania, Oldenburg 1905.
- Exposición de Ernst Oppler, Kölnischer Kunstverein 1906.[57]
- Exposición colectiva de la Asociación de Arte de Hamburgo, 1906.
- Exposición de Pinturas Alemanas Contemporáneas, Instituto de Arte de Chicago, 1907.[58]
- Exposición de pinturas de Adolf Seel, Ernst Oppler y JG Dreydorff, Kunstverein Wiesbaden 1907.[59]
- E. Oppler, Kölnischer Kunstverein 1910.[60]
- Ernst Oppler, Asociación de Museos de Aachen 1910.
- Ernst Oppler: grabados y litografías, Museo Kestner de Hannover, 1916.
- Fichas gráficas de Ernst Oppler, Erfurt 1917.[61]
- Ernst Oppler: Ballet, exposición en Fritz Gurlitt, Berlín 1925.
- Ernst Oppler: Ballet, pinturas, pasteles y gráficos, Art Salon Hermann Abels, Colonia 1925.[62]
- Ernst Oppler: El ballet. PH Beyer e Hijo, Leipzig 1925.
- Ernst Oppler "Danza y Arte", 1926.
- Ernst Oppler, Asociación de Arte de Colonia 1927.
- Ernst Oppler, Hotel Jean Charpentier, París 1927.
- Exposición conmemorativa Ernst Oppler, Secesión de Berlín 1929 y Neue Pinakothek Munich 1929.
- Ernst y Alexander Oppler, Museo Judío de Berlín 1937.
- Exposición de Ernst Oppler, ballet con motivo de su 30 cumpleaños. aniversario de la muerte, Deutsches Theatremuseum, Munich y Tanzarchiv Hamburg 1959, así como Kunstverein Hannover en la Ópera de Hannover 1960.
- Ernst Oppler: Pastels, hand drawings and graphics, gabinete gráfico de la Galería Pels-Leusden, Berlín (Oeste) 1977.
- Grabados de Ernst Oppler, Galería Conzen Düsseldorf 1978.
- Ernst Oppler, Asociación de Exposiciones de Ciudades de la Asociación de Arte de Renania y Westfalia 1979.
- Ernst Oppler: (Hanover 1867-1929 Berlín), Museo Estatal de Baja Sajonia Hanover, Galería Estatal 1984.
- Ernest Oppler. Grabados seleccionados de la colección permanente , Centro de Arte y Museo Brevard, Melbourne/Florida 1989.
- Ernst Oppler, 1867–1929: pinturas y obras gráficas seleccionadas de las colecciones israelíes, Museo de Arte Mishkan Le'Omanut, Ein Harod 1992.
- Los ballets rusos en el arte de Berlín, Museo Georg Kolbe 1997.
- Ernst Oppler: impresionista alemán, Museo de Arte Foosaner, Melbourne/Florida 2012.
- Impresionismo de Berlín - Obras de la Secesión de la Galería Nacional de Berlín, 2012-2014.
- Secesión de Berlín y ballet ruso: Ernst Oppler, Deutsches Tanzarchiv Köln 2017.

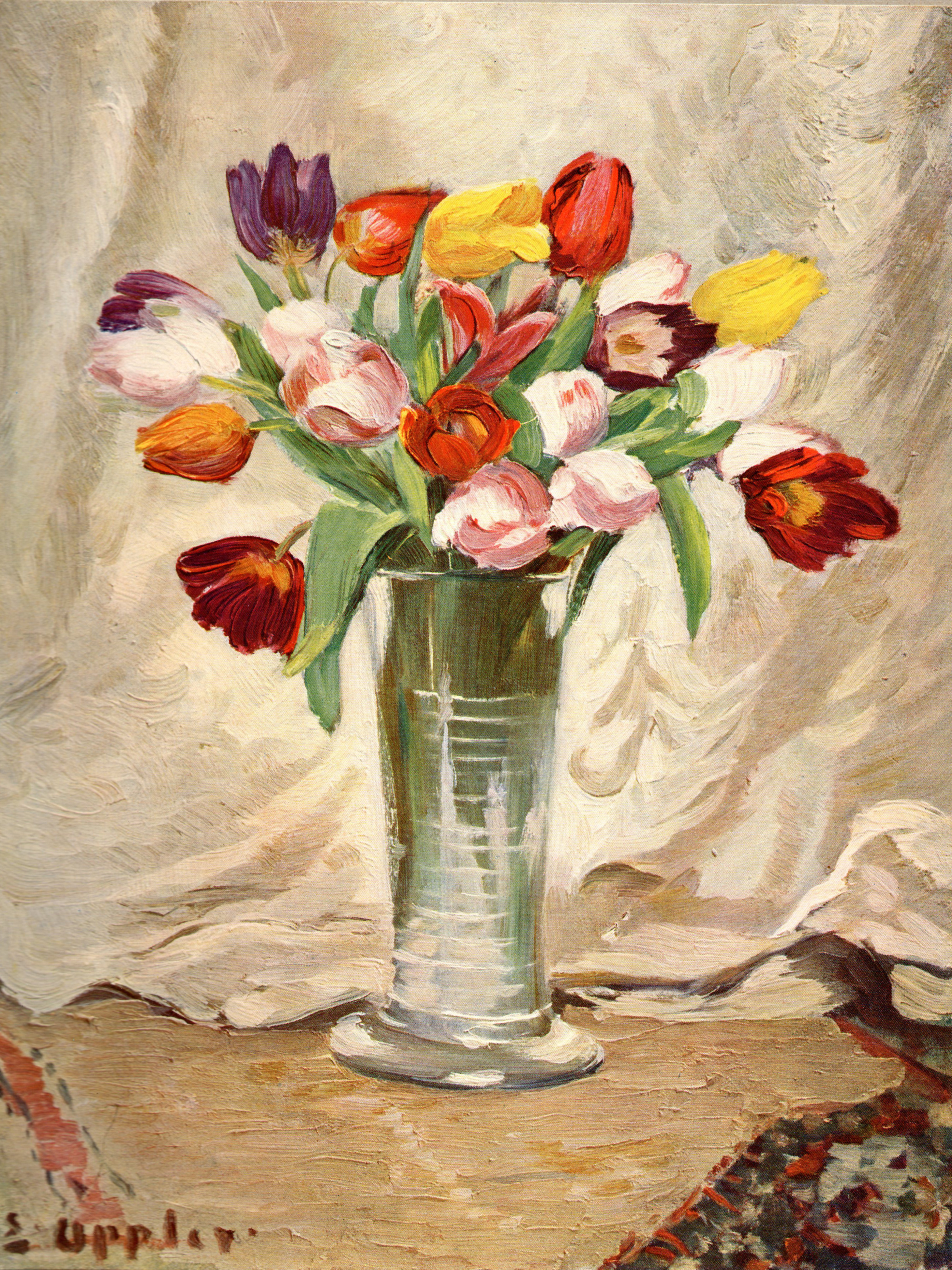
Oppler - Stilleben

- Secesión de Berlín y ballet ruso: Ernst Oppler, Deutsches Tanzarchiv Köln im Kunsthaus Stade 2018.

### Monografías
- Karl Schaefer: La obra gráfica de Ernst Oppler. Catálogo de grabados y litografías del artista. L. Möller, Lübeck 1916.
- Jochen Bruns: Ernst Oppler 1867-1929. Seleccione Pinturas y Obras Gráficas de las Colecciones Israelíes. Museo de Arte Mishkan Le'Omanut, Ein Harod, Israel 1992.
- Jochen Bruns: Ernst Oppler 1867-1929. Vida y obra con un catálogo razonado de sus óleos y grabados. 3 volúmenes. Lit, Munster 1993, ISBN 3-89473-406-X .
German Dance Archive Colonia (ed. ). Edición mejorada de CD-ROM. Lit, Munster 1997, ISBN 3-8258-3317-8 .
- Frank-Manuel Peter : Der Maler/El pintor Ernst Oppler. La Secesión de Berlín y el Ballet Ruso/La Secesión de Berlín y el Ballet Ruso. Viena, Colonia 2017. ISBN 978-3-86832-391-7 .

### Ensayos (Selección)
- Max Osborn: Ein Maler der Nordseebäder. In: Moderne Kunst (in Meisterholzschnitten nach Gemälden und Skulpturen berühmter Meister der Gegenwart). Band 25, 1911, S. 249–252.
- Paul Erich Küppers: Ernst Oppler als Graphiker. In: Die Kunst für alle. 32, 1916/17, S. 140–149 (Digitalisat).
- Fritz Stahl: Ernst Oppler. In: Velhagen & Klasings Monatshefte. 38. Jg. 1923/24, Band 1, S. 529–545.
- Wolfgang Bruhn: Ernst Oppler und der Tanz. Dem toten Künstler zum Gedächtnis (1867–1929). In: Der Tanz. Jg. 2, H. 11 / September 1929, S. 5–8.
- Oppler, Ernst. In: Hans Vollmer (Hrsg.): Allgemeines Lexikon der Bildenden Künstler von der Antike bis zur Gegenwart. Begründet von Ulrich Thieme und Felix Becker. Band 26: Olivier–Pieris. E. A. Seemann, Leipzig 1932, S. 34.
- Ernst Oppler – Pastelle, Handzeichnungen und Graphik. Graphisches Kabinett der Galerie Pels-Leusden, Berlin 1977 (Verzeichnis der Verkaufsausstellung).
- Joseph Winans: Anmerkungen zu Whistlerporträts von Ernst Oppler. In: Zeitschrift für Kunstgeschichte. 46, 1983, S. 321–326.